# Fritz Bergen

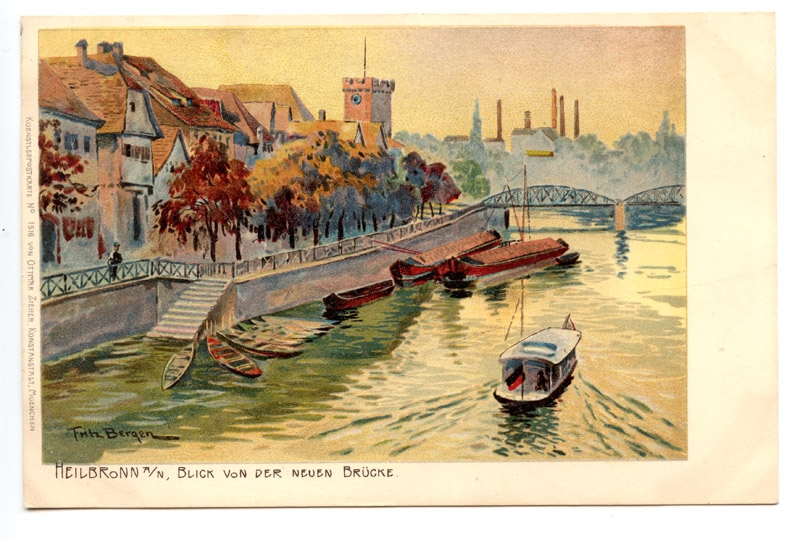
Heilbronn, Blick auf die Zuckerfabrik auf dem Rosenberg

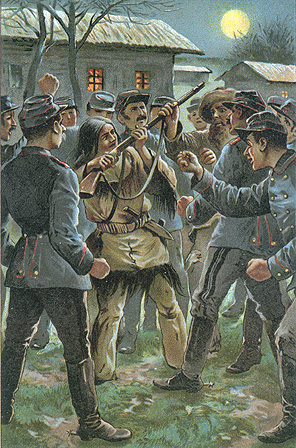
Illustration zu Andrew Brown der rote Spion von Friedrich J. Pajeken in der Erstausgabe von 1894.

Fritz Bergen (* 5. November 1857 in Dessau; † 9. Januar 1941 in München) war ein deutscher Maler und Illustrator.

## Leben und künstlerische Tätigkeit
Fritz (eigentlich Friedrich) Bergen wurde als Sohn des Schauspielers, Regisseurs und Bühnenbildners am Herzoglichen Hoftheater zu Dessau, Ludwig Bergen, und seiner Ehefrau Wilhelmine, geb. Greve, geboren. 1877 bis 1879 studierte er an der Leipziger Kunstakademie; mit dem 27. Oktober 1879 ist sein Eintritt in die Naturklasse der Kunstakademie in München dokumentiert, wo er sich bis 1891 weiterbildete. Zwischenzeitlich hielt er sich 1884/85 in Stuttgart auf, um Arbeiten von Friedrich Wilhelm Hackländer (1816–1877) für den Krabbe Verlag zu illustrieren. 1883 hatte er Magdalena Raab aus Inning am Ammersee geheiratet, wo deren Vater Alois Raab die Stellung eines Postmeisters bekleidete. Der Ehe entstammten drei Söhne: Claus, geboren 1885 in Stuttgart, wurde wie sein Vater Zeichner und Maler; Hans, 1890 in München geboren, und Otto, geboren 1896 in München. Letzterer war ein Jugendfreund des späteren Jagdfliegers Ernst Udet, ging während des Ersten Weltkriegs zur Luftwaffe und fiel 1917 im Luftkampf über Heudicourt in Lothringen.
Fritz Bergen ließ sich 1895 offiziell in München nieder. Er war Mitglied der Münchener Künstler-Genossenschaft, weiter gehörte er auch dem Verband Deutscher Illustratoren an. Er war Mitbegründer und 1927 Vorsitzender des Süddeutschen Illustratorenbunds, Landesgruppe Bayern. Er lieferte unzählige Zeichnungen als Vorlagen für die Holzstich-Illustrationen der populären Zeitschriften der Zeit, wie Die Gartenlaube, Illustrierte Zeitung, Leipzig, Vom Fels zum Meer, Neuer Deutscher Jugendfreund und das von Thekla von Gumpert herausgegebene Töchteralbum. Stuttgarter und Leipziger Buchverlage favorisierten seine „scharf charakterisierenden“ Illustrationen,  die in den Jugendschriften und Abenteuererzählungen unter anderem von John F. Cooper, Charles Dickens, Carl Falkenhorst, Eugène Sue, Jón Svensson und anderen erschienen.  Um 1900 illustrierte er für die Union Deutsche Verlagsgesellschaft die zweite Gesamtausgabe der Werke von Ottilie Wildermuth, herausgegeben von ihrer Tochter Adelheid. Außer in Holzstichen wurden seine Arbeiten als Strichätzungen und (Farb-)Autotypien umgesetzt. Um die Jahrhundertwende gehörte er „zu den meistbeschäftigten deutschen Illustratoren“.
Als Maler arbeitete er bevorzugt in Öl aber auch in der Gouachetechnik (Tempera). Er bevorzugte dabei „dramatisch bewegte, mit Lichteffekten akzentuierte Szenen“. Bergens Stärke lag in der „Gestaltung von Milieu und Ambiente“. Für das Leipziger Buchhändlerhaus malte er 1888 das Porträt des Verlegers Carl Friedrich Ernst Frommann.

## Archivalien
- Meldeunterlagen (PMB): Bergen, Friedrich: München, Stadtarchiv.